# Gåstjärnen (Bergs socken, Jämtland)
Gåstjärnen är en sjö i Bergs kommun i Jämtland och ingår i Indalsälvens huvudavrinningsområde.